# Myllokunmingia
Myllokunmingia is een geslacht van uitgestorven primitieve chordadieren, gevonden in de uit het Cambrium stammende biota van Chengjiang in China. Deze zijn ongeveer 524 miljoen jaar oud. Het geslacht is monotypisch; het bevat alleen de soort Myllokunmingia fengjiaoa.
Myllokunmingia fengjiaoa wordt gezien als een gewervelde, hoewel dit niet overtuigend is bewezen. De soort kan 28 mm lang en 6 mm hoog worden. Het is een van de oudste soorten binnen Craniata en is gevonden nabij het Chinese Chengjiang.
Het lijkt een schedel te hebben en een skelet gemaakt van kraakbeen. Het holotype werd gevonden in Yuanshan, een onderdeel van de Qiongzhusi Formatie in de Eoredlichia zone in de buurt van Haikou, Kunming, China. Het dier heeft een duidelijke kop en een romp met een voorwaartse zeilachtige (1,5 mm) rugvin en een buikvin van het midden van de romp naar achteren. Het hoofd heeft vijf of zes kieuwzakjes. Aanwezige lichaamsdelen zijn een chorda dorsalis, een farynx en het maag-darmstelsel, dat zich uitstrekt over het gehele lichaam van het dier. De mond kon niet duidelijk worden geïdentificeerd. Er is slechts één monster gevonden, waarbij de punt van de staart begraven in sediment was.